# Kibosho Kirima
Kirima è una circoscrizione rurale (rural ward) della Tanzania situata nel distretto rurale di Moshi, regione del Kilimangiaro. Conta una popolazione di 10 709 abitanti (censimento 2012).